# Weruche Opia
Reanne Weruche Opia (née le 11 avril 1987 au Nigeria) est une actrice de cinéma et de théâtre ainsi qu' une entrepreneure britanno-nigériane. En 2021, elle est PDG de sa ligne de vêtements, Jesus Junkie Clothing. Son rôle de Terry aux côtés de Michaela Coel dans la série I May Destroy You est « un tournant pour l'actrice [...] et une puissante plateforme pour que les femmes puissent s'exprimer ».

## Filmographie
Sauf indication contraire, les informations mentionnées dans cette section peuvent être confirmées par la base de données cinématographiques IMDb,  présente dans la section « Liens externes ».
- 2010 : The Bill (série télévisée) : Selina Moris
- 2013 : Top Boy : Nafisa
- 2014 : Banana (en) (série TV) - saison 3 : Cleopatra
- 2014 : ...When Love Happens (en) : Mo
- 2015 : Bad Education (série TV) - 1 épisode : Lilia
- 2015 : The Bad Education Movie : Cleopatra Ofoedo
- 2015 : Hot Pepper (série TV) - 1 épisode : Toya
- 2015 : Suspects (série TV) - 2 épisodes : Mae Roberts
- 2015 : Prey (court métrage) : Ebele
- 2016 : When Love Happens Again : Mo
- 2016 : Thereafter (court métrage) : June
- 2017 : Just a couple (en) (série TV) : Melissa
- 2018 : Inside No. 9 (série TV) - 1 épisode : Maz
- 2019 : Sliced (en) (série TV) - 3 épisodes : Naomi
- 2020 : I May Destroy You (série TV) : Terry
- 2022 : Slumberland de Francis Lawrence

## Distinctions
| Année | Cérémonie                                 | Prix                           | Résultat   | Référence |
| ----- | ----------------------------------------- | ------------------------------ | ---------- | --------- |
| 2015  | Nigeria Entertainment Awards (2015) (en)  | Actrice de l'année (Nollywood) | Nomination | [ 3 ]     |
| 2015  | Africa Magic Viewers Choice Awards (2015) | Best Actress in a Comedy       | Nomination | [ 4 ]     |

### Note
- (en) Cet article est partiellement ou en totalité issu de l’article de Wikipédia en anglais intitulé « Weruche Opia » (voir la liste des auteurs).